# Дитт, Эгон
Эгон Дитт (нем. Egon Ditt, 29 мая 1931, Бремен — 4 июля 2005, там же) — немецкий шахматист и шахматный функционер, мастер ФИДЕ, международный мастер ИКЧФ.

## Биография

### Работа и общественная деятельность
Получил высшее образование в сфере государственного управления. Занимал различные должности в администрации Бремена. Был главой департамента науки и советником по образованию при городском сенате. В 1992—1993 гг. был комиссаром Городской и университетской библиотеки Бремена.

### Награды
Орден «За заслуги перед ФРГ» (1994 г.).

### Шахматная деятельность

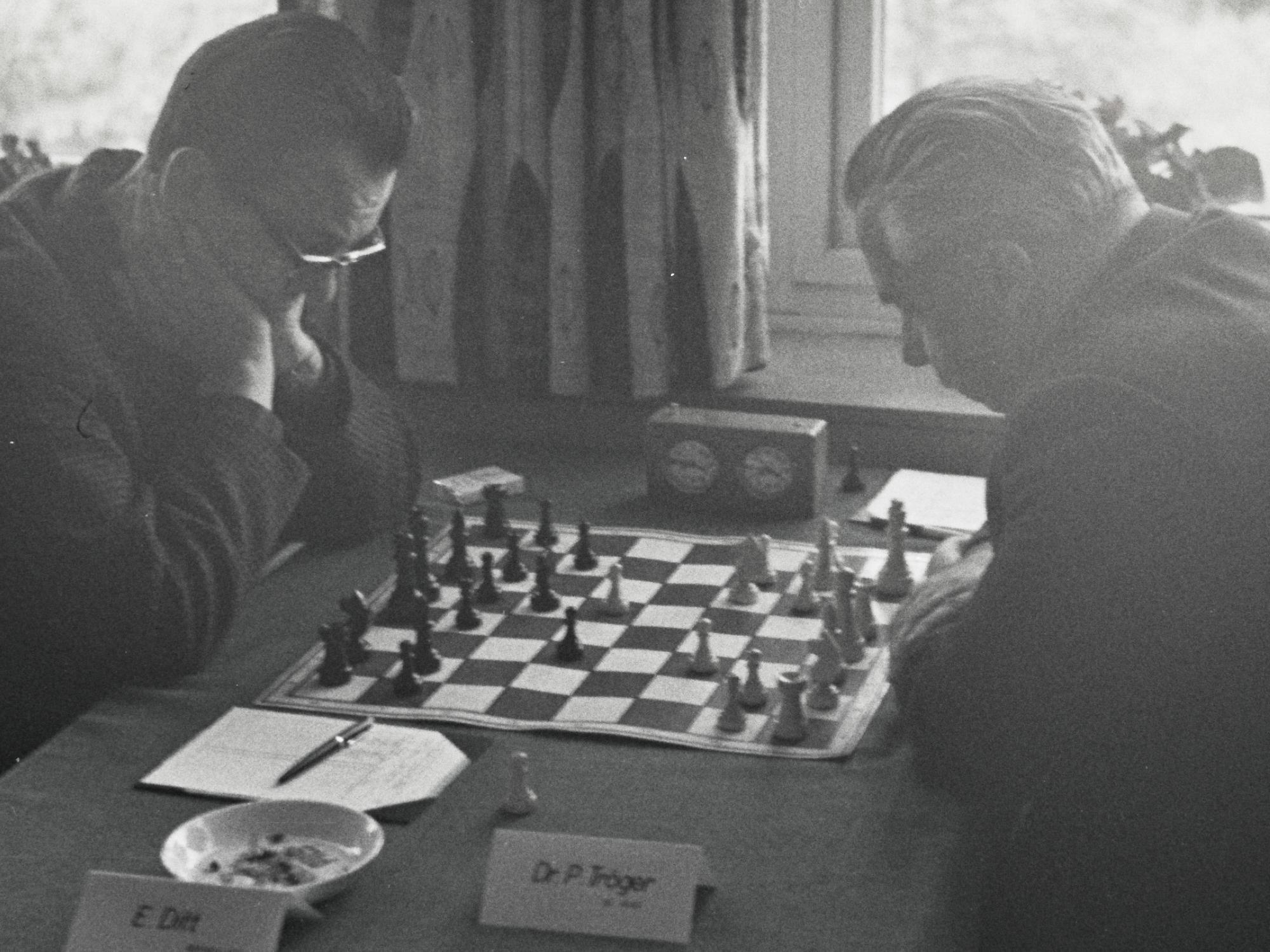
Во время партии с П. Трёгером (Порц, 1966 г.)

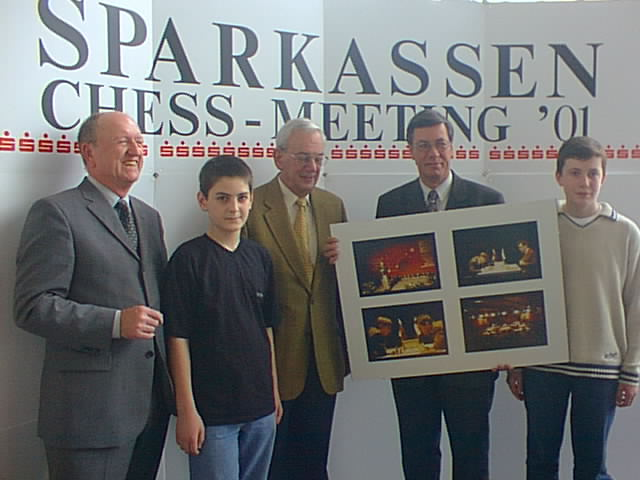
Во время международного турнира в Дортммунде (2001 г.). Слева направо: Х. Кольс (председатель правления городского банка Дортмунда), Д. Барамидзе, Э. Дитт, Г. Лангемайер (мэр Дортмунда), А. Найдич.

В 1946 г. вступил в шахматный клуб „Bremen-Ost“. Позже перешел в клуб „Delmenhorster Schachklub von 1931 e.V.“, в составе которого много лет выступал в Бундеслиге.
В 1974 г. участвовал в чемпионате ФРГ.
Добился значительных успехов в игре по переписке.
В составе сборной ФРГ выступал на нескольких заочнах олимпиадах. Стал серебряным призером 9-й заочной олимпиады (1982—1987 гг.; лучший результат на 6-й доске) и бронзовым призером 5-й заочной олимпиады (1965—1968 гг.).
Проявил себя на административной работе. Много лет был руководителем шахматного союза района Везер-Эмс (Нижняя Саксония). В 1989 г. был избран президентом Германского шахматного союза. Занимал должность до 2001 г. Позже получил титул почетного президента организации. В 1990—1994 гг. был вице-президентом ФИДЕ.

### Личная жизнь
Жена — Ю. Дитт (род. 1936), мастер ФИДЕ, участница двух чемпионатов ФРГ, пятикратная чемпионка Бремена.
Был близким другом известного немецкого политика Х. Кошника.

## Основные спортивные результаты
| Год                       | Город                                                                     | Соревнование                                                              | + | − | = | Результат | Место                     |
| ------------------------- | ------------------------------------------------------------------------- | ------------------------------------------------------------------------- | - | - | - | --------- | ------------------------- |
| 1956                      | Бевервейк                                                                 | Международный турнир (турнир В)                                           |   |   |   |           |                           |
| 1963                      | Бевервейк                                                                 | Международный турнир (турнир В)                                           | 1 | 5 | 3 | 2½ из 9   | 10                        |
| 1974                      | Менден                                                                    | Чемпионат ФРГ                                                             | 4 | 4 | 7 | 7½ из 15  | 18—21                     |
| СОРЕВНОВАНИЯ ПО ПЕРЕПИСКЕ |                                                                           |                                                                           |   |   |   |           |                           |
| 1965—1968                 | 5-й командный чемпионат мира (заочная олимпиада; сборная ФРГ, 4-я доска)  | 5-й командный чемпионат мира (заочная олимпиада; сборная ФРГ, 4-я доска)  | 3 | 2 | 3 | 4½ из 8   | Команда — 3-я             |
| 1967—1968                 | Кубок Европы                                                              | Кубок Европы                                                              |   |   |   |           |                           |
| 1973—1978                 | Командный чемпионат Европы (сборная ФРГ, ?-я доска)                       | Командный чемпионат Европы (сборная ФРГ, ?-я доска)                       |   |   |   |           |                           |
| 1982—1987                 | 9-й командный чемпионат мира (заочная олимпиада; сборная ФРГ, 6-я доска)  | 9-й командный чемпионат мира (заочная олимпиада; сборная ФРГ, 6-я доска)  |   |   |   | 6 из 8    | 1 на доске, команда — 2-я |
| 1987—1995                 | 10-й командный чемпионат мира (заочная олимпиада; сборная ФРГ, ?-я доска) | 10-й командный чемпионат мира (заочная олимпиада; сборная ФРГ, ?-я доска) |   |   |   |           |                           |

## Изменения рейтинга
| Графики недоступны из-за технических проблем. См. информацию на Фабрикаторе и на mediawiki.org. |